# Rhinura cynossema
Rhinura cynossema är en fjärilsart som beskrevs av Druce 1893. Rhinura cynossema ingår i släktet Rhinura och familjen mätare. Inga underarter finns listade.